# موش آبی

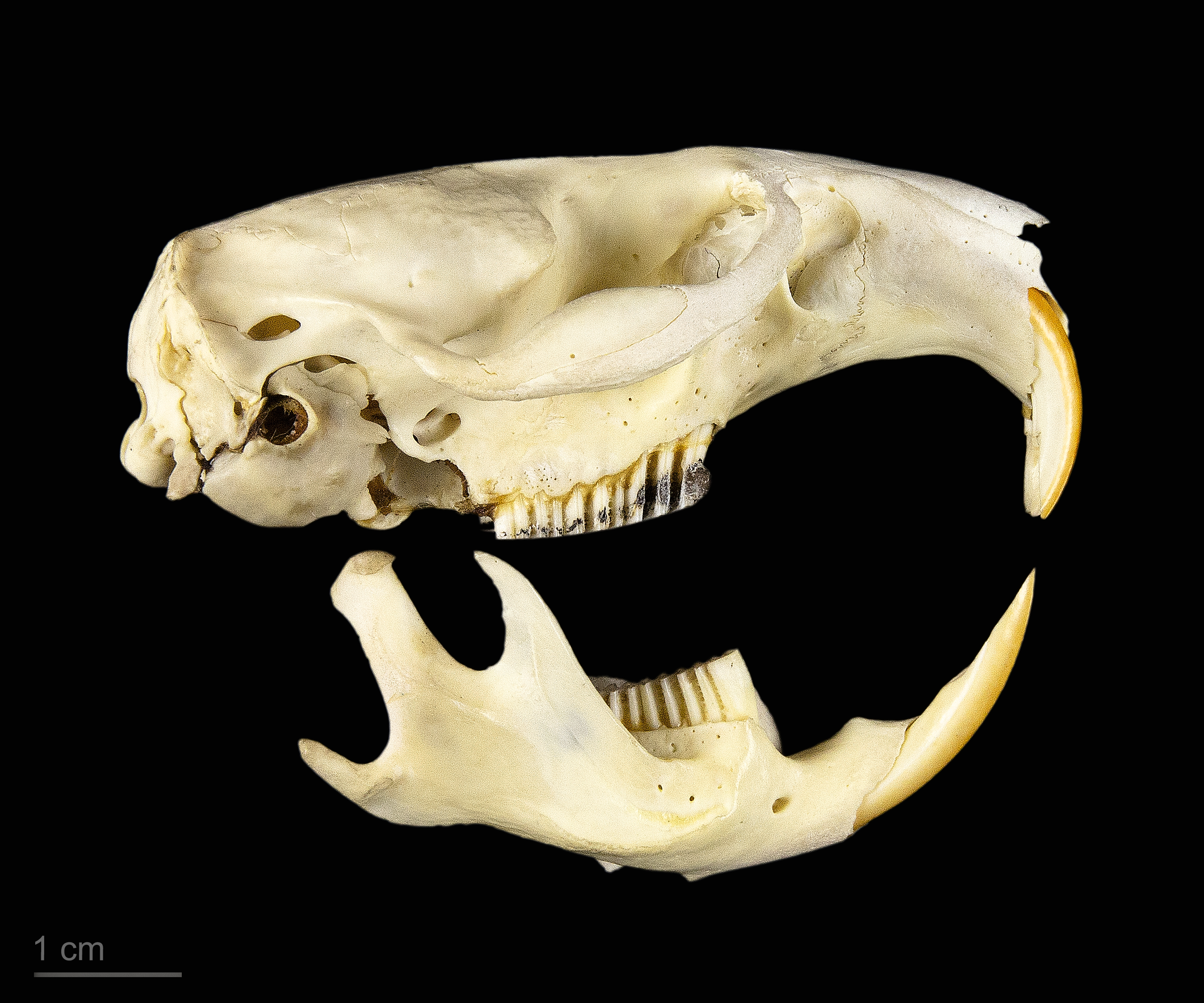
Ondatra zibethicus

موش آبی (نام علمی: Ondatra zibethicus) نام یک گونه از تیره همسترهای دم‌کوتاه است. این حیوان بومی آمریکای شمالی است اما از اوایل قرن بیستم برای تجارت خز به اروپا و روسیه و آمریکای جنوبی هم آورده شده‌است. موش آبی در محیط‌های آبی زندگی می‌کند و عاداتی شبیه به سگ آبی دارد اما بسیار کوچکتر از آن است. وزن این حیوان ۶۰۰ گرم تا ۲ کیلو یعنی حدود ۴ برابر موش صحرایی قهوه‌ای است اما طول آن فقط کمی بیشتر از موش صحرایی قهوه‌ای است. این جونده بزرگ همه‌چیزخوار است اما ۹۵ درصد غذای آن را منابع گیاهی تشکیل می‌دهد.